# Festugerevyen
Festugerevyen er en aarhusiansk revy, som har eksisteret siden 1973. Revyen opføres dagligt i ni dage i forbindelse med Aarhus Festuge, heraf navnet. Den har siden 1975 været opført på Rosenteatret

## Historie
Initiativet til revyen blev taget af Jytte Thrane og Jørgen Nygaard i 1970 under foreningen Amatørscenen Århus, og første revy blev produceret i 1973 i lånte lokaler på Sct. Annagade Skole. Opførelsen fandt sted i Tonicas telt på Klostertorvet og året efter på restauranten  Jacobs BBQ. Sidstnævnte var springbræt for flere skuespillere i 1970'erne, eksempelvis Linie 3.
I 1975 fik foreningen lokaler i Rosensgade i Aarhus og skiftede derefter navn til teatrets navn, Rosenteatret. I dag er pladsen foran opkaldt efter teatret og hedder "Teatertorvet", hvorfor det ikke længere officielt har adresse i Rosensgade. Revyen har derfor været opført på Rosenteatret siden 1975, med undtagelse af 2019 hvor en akut renovering af teatret i sidste øjeblik gjorde, at man måtte aflyse. I 2008 var billetsalget så lavt, at der kun blev opført to forestillinger, revyens undertitel var det år ironisk nok En skraldespandsrevy med knald på.